# Henri Verdier (entrepreneur)
Pour les articles homonymes, voir Verdier.
Cet article concerne l'entrepreneur français. Pour le Compagnon de la Libération, voir Henri Verdier (résistant).
Henri Verdier, né le 24 novembre 1968 à Toulouse (France), est un entrepreneur français du numérique.
Il est directeur interministériel du numérique et du système d'information de l’État français et administrateur général des données (AGD), puis depuis octobre 2018, ambassadeur pour le numérique.

## Biographie

### Formation
Henri Verdier est ancien élève de l'École normale supérieure (promotion S1988), titulaire d'une licence en philosophie, d'un magistère en biologie et d'un diplôme d'études approfondies en sociologie.

### Carrière
En  1995, il est le cofondateur et le directeur général de la société Cred-M, devenue Odile Jacob Multimédia, où il développe notamment avec Georges Charpak un ensemble de supports pédagogiques pour La Main à la pâte.
En 2007, il rejoint Lagardère Active comme directeur chargé de l'innovation. En 2009, il rejoint l'Institut Télécom comme directeur de la prospective, chargé de la création du think tank « Futur numérique », (Fondation-telecom). Membre fondateur du pôle de compétitivité Cap Digital, il en est vice-président de 2006 à 2008, puis président de 2008 à 2013.
De janvier 2013 à septembre 2015, il dirige Etalab, service de l’administration publique chargé de l'ouverture des données publiques. Sous sa direction, Etalab développe une nouvelle version, inaugurée le 18 décembre 2013 du portail d'open data français « data.gouv.fr », qui héberge de nombreuses données publiques,. Cette version autorise les citoyens à enrichir les données publiques ou à partager leurs propres données,. En 2014, il est nommé administrateur général des données.
En conseil des ministres du 23 septembre 2015, il est nommé directeur interministériel du numérique et du système d’information et de communication de l’État (DINSIC).
Le 24 octobre 2018, Henri Verdier est nommé ambassadeur pour le numérique par le président de la République. Dans ces fonctions il porte la politique étrangère de la France en matière de numérique avec les différents acteurs ministériels et diplomatiques concernés,. Il est investi sur les sujets relatifs à l'Intelligence artificielle.
Il est membre de conseil scientifique ou de prospective de plusieurs institutions comme Institut Mines-Télécom l'ARCEP ou la CNIL.

## Publications
- Avec Nicolas Colin, L'Âge de la multitude : entreprendre et gouverner après la révolution numérique (Armand Colin, Paris, 2012, réédité 2015)[20]
- Avec Pierre Pezziardi, Des Startup d’État à l’État plateforme (Fondation pour l'innovation politique, Paris, 2017)[21]
- Avec Jean-Louis Missika, Le Business de la haine : Internet, la démocratie et les réseaux sociaux (Calmann-Lévy, Paris, 2022)[22]

### Contributions à des ouvrages collectifs
- TIC 2025 : Les Grandes Mutations (FYP Éditions, Paris, 2010)
- Le Dictionnaire politique d'Internet du numérique (Éditions La Tribune, Paris, 2010)
- La Métamorphose numérique vers une société de la connaissance et de la coopération, Éditions alternatives, 2013.
- Big, fast & open data. Décrire, décrypter et prédire le monde, FYP Editions, Paris, 2014.
- L’État en mode Start-Up, Le nouvel âge de l'action publique, Eyrolles, Paris, mai 2015
- Henri Verdier et Charles Murciano, « Les Communs numériques, socle d'une nouvelle économie politique », Esprit,‎ mai 2017, p. 132-145 (DOI 10.3917/espri.1705.0132, lire en ligne)
- Web 2.0, 15 ans déjà, et après ? - 7 pistes pour réenchanter Internet, Kawa, Paris, mars 2020
- Numérique, action publique et démocratie, CIRIEC France, sous la direction de Philippe Bance et Jacques Fournier (PUR, Rouen, mai 2021).

## Distinctions
- Henri Verdier est lauréat du prix Roberval catégorie « Multimédia » en 1999, avec Georges Charpak et l'ensemble de son équipe[réf. souhaitée].
- Chevalier de l'ordre national du Mérite (promotion mai 2010)[23]
- Chevalier de l'ordre des Arts et des Lettres (promotion juillet 2014)[24].
- Chevalier de la Légion d'honneur (promotion janvier 2022)[25].